# Albrecht Penck

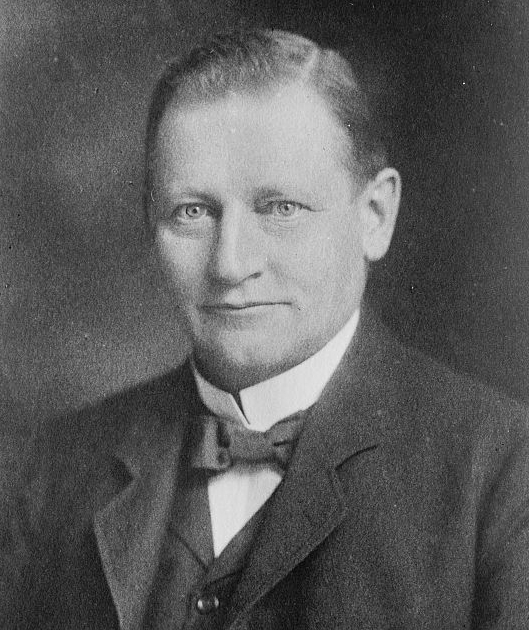
Albrecht Penck

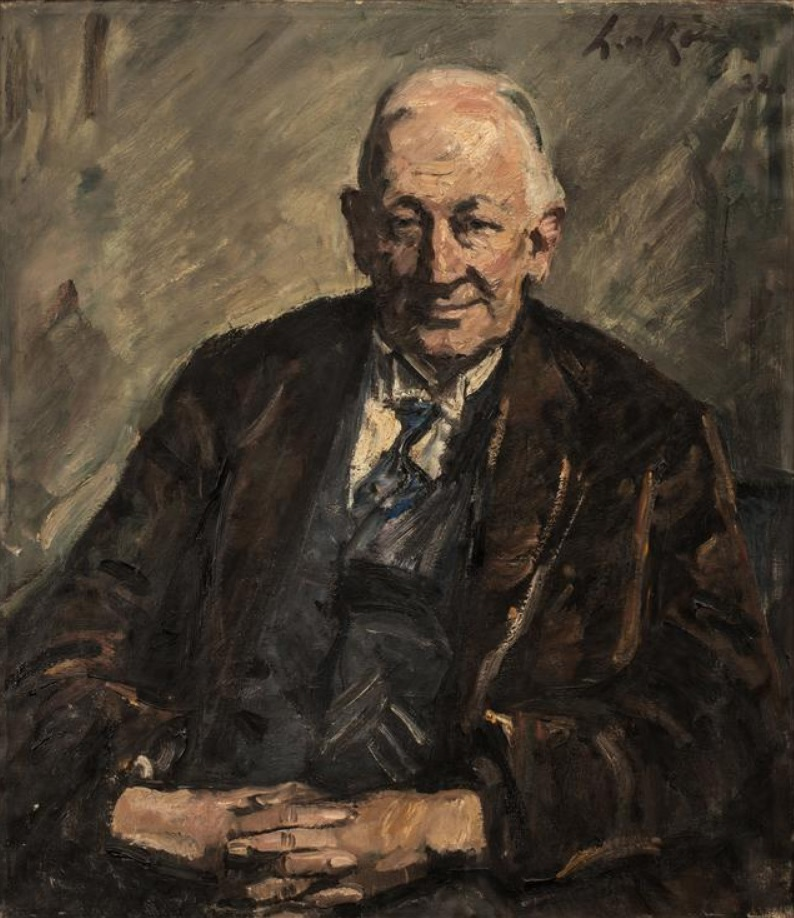
Albrecht Penck, gemalt von Leo von König (1932)

Albrecht Friedrich Karl Penck (* 25. September 1858 in Reudnitz bei Leipzig; † 7. März 1945 in Prag) war ein deutscher Geograph und Geologe. Penck widmete sich besonders der Geomorphologie, den glazialen Landschaftsformen und der Klimatologie. Er war der Vater des Geomorphologen Walther Penck.

## Leben
Penck wurde 1858 als Sohn des Buchhändlers und Kaufmanns Emil Penck (1829–1880) und seiner Frau Elisabeth Penck (1833–1896) in Reudnitz bei Leipzig geboren. 1886 nahm er Ida Ganghofer (1863–1944), Schwester des erfolgreichen bayerischen Heimatschriftstellers Ludwig Ganghofer und Tochter des Forstbeamten August Ritter von Ganghofer, in München zur Frau. Gemeinsam hatten sie zwei Kinder, Walther Penck (Geologe) und Ilse Penck.

## Wissenschaftliche Karriere
Nach dem Besuch der Realschule studierte Penck ab 1875 in Leipzig Chemie, Botanik, Mineralogie und Geologie. Sein Studium wurde durch ein Stipendium ermöglicht, das von Auguste de Wilde für Studenten reformierter Konfession gestiftet worden war. 1878 wurde er mit „Studien über lockere vulkanische Auswürflinge“ beim Mineralogen Ferdinand Zirkel promoviert. Schon vorher hatte Hermann Credner, der Leiter der geologischen Landesaufnahme in Sachsen, Penck als Hilfsgeologen eingestellt und ihm die Aufnahme der Sektionen Colditz und Grimma der Geologischen Spezialkarte von Sachsen übertragen.
Nach einer Studienreise 1878 durch Norddeutschland und das südliche Skandinavien publizierte Penck 1879 „Die Geschiebeformationen Norddeutschlands“, worin erstmals die dreimalige Vergletscherung des nördlichen Mitteleuropa nachgewiesen wurde. Ab 1880 bildete sich Penck bei Karl von Zittel in München im Fach Paläontologie weiter und wurde von Wilhelm von Gümbel, dem Leiter der Bayrischen Geologischen Landesuntersuchung, mit der Übersichtskartierung des Diluviums im Alpenvorland betraut. Deren Ergebnisse veröffentlichte Penck 1882 („Die Vergletscherung der deutschen Alpen: ihre Ursachen, periodische Wiederkehr und ihr Einfluss auf die Bodengestaltung“) und belegte damit eine dreimalige Vergletscherung auch des Alpenvorlandes und die Entstehung der Alpenrandseen durch glaziale Erosion. Gleichzeitig habilitierte sich Penck mit dieser Arbeit als erster Vertreter des Faches Geographie an der Universität München. 1885 nahm er einen Ruf auf die neugeschaffene Lehrkanzel für Physikalische Geographie an der Universität Wien an, wo er neben den üblichen Vorlesungen obligate Exkursionen einführte.
Zu der bald international angesehenen „Wiener Schule“ der Geographie gehörten u. a. Jovan Cvijić, Naomasa Yamasaki und Emmanuel de Martonne (1873–1955). Mit Pencks Ansehen wurde der Wiener Lehrstuhl insbesondere durch die von Cvijic 1893 hier vorgelegte Dissertation, „Das Karstphänomen“, das weltweit führende Zentrum der Karstologie, auch wenn sich Penck selbst nur anfänglich mit dem Karstphänomen beschäftigte. Durch Cvijics Arbeiten auf dem Balkan angeregt unternahm Penck zusammen mit William Morris Davis 1899 eine Exkursion nach Dalmatien, Bosnien und die Herzegowina. Hier stellte er, erstmals für die Dinariden überhaupt, ausgeprägte eiszeitliche Vergletscherungsspuren im Orjen fest.
1887 erschien im 1. Band von Alfred Kirchhoffs „Länderkunde des Erdteils Europa“ Pencks „Das Deutsche Reich“, dem er eine „Physikalische Skizze von Mitteleuropa“ voranstellte und damit nicht nur die bis heute gültige Definition Mitteleuropas gab, sondern auch dessen natürliche Großlandschaften erstmals begrifflich fasste.
In der „Morphologie der Erdoberfläche“ (2 Bände, 1894) stellte er methodisch zukunftsweisend das Relief der Erde als Ergebnis formender Prozesse dar. Von 1887 bis 1890 untersuchte Penck gemeinsam mit August von Böhm und Eduard Brückner die Vergletscherung der österreichischen Alpenländer und legte damit die Grundlage zu Die Alpen im Eiszeitalter (3 Bände, 1901–1909 mit Brückner). Dieses Standardwerk hat die Quartärforschung im deutschsprachigen Bereich fest begründet, gab ihr mit der Glazialen Serie eine verlässliche methodische Grundlage und mit den, nunmehr vier, alpinen Eiszeitaltern Günz, Mindel, Riss und Würm eine in den Grundzügen heute noch gültige stratigraphische Basis.
1891 forderte Penck auf dem Internationalen Geographischen Kongress in Bern erstmals die Schaffung einer Internationalen Weltkarte im Maßstab 1:1.000.000 nach einheitlichen Grundsätzen (Gradabteilung und Höhenschichten), deren Realisierung gegen erhebliche Widerstände kurz vor dem Ersten Weltkrieg begonnen wurde. Zahlreiche Studienreisen führten Penck unter anderem nach Westeuropa (1883), Schottland und Irland (1885), Spanien und Marokko (1892), Kanada (1897), den USA (1897, 1904 und öfter), Mexiko (1904), Südafrika, Ägypten (1905), Hawaii, Japan, Nordchina, Sibirien (1909), Spitzbergen (1910) und Australien (1914).
1906 wurden Penck als Nachfolger Ferdinand von Richthofens nach Berlin berufen und übernahm neben der Direktion des Geographischen Instituts an der Friedrich-Wilhelms-Universität (heute Humboldt-Universität) auch die Leitung des neugegründeten Instituts und Museums für Meereskunde (1917/18 Rektor, 1926 emeritiert). Im selben Jahr wurde er Mitglied der Kaiserlichen Akademie der Wissenschaften in Wien. 1908/09 lehrte Penck als Austauschprofessor an der Yale University und der Columbia University in den USA, während gleichzeitig William Morris Davis den Berliner Lehrstuhl vertrat.
Im „Versuch einer Klimaklassifikation auf physiogeographischer Grundlage“ (1910) unterschied Penck erstmals humide, aride und nivale Klimabereiche, mit „Die Formen der Landoberfläche und Verschiebungen der Klimagürtel“ (1913) legte er die Grundlagen der Klimamorphologie. Zu aktuellen kulturgeographischen Fragen nahm er in „Die österreichische Alpengrenze“ (1915), mit der Karte „Deutsche, Polen und Kassuben in Westpreußen und Posen“ (1919) und weiteren Veröffentlichungen zur Frage des polnischen Korridors zur Ostsee Stellung.
Gleich nach Kriegsende initiierte Penck zusammen mit Alfred Merz die Einrichtung einer Volkshochschule. 1921 war er maßgeblich an der Schaffung der „Mittelstelle für zwischeneuropäische Fragen“ beteiligt, aus der 1926 die „Stiftung für deutsche Volks- und Kulturbodenforschung“ hervorging. Im Rahmen der völkischen Bewegung wurde das Konstrukt seines „Volks- und Kulturbodens“ von Max Hildebert Boehm und anderen Rechtsintellektuellen der Konservativen Revolution und des Nationalsozialismus aufgenommen. In der Expansionspolitik des NS-Regimes war das Raumkonzept des „Kulturbodens“ von zentraler Bedeutung.
Seit 1922 schuf er zusammen mit Friedrich Schmidt-Ott und Alfred Merz die Voraussetzungen für die Deutsche Atlantische Expedition mit der Meteor (1925–1927). Ein glänzender, international sehr beachteter wissenschaftlicher Erfolg wurde 1928 die 100-Jahr-Feier der Gesellschaft für Erdkunde zu Berlin unter Pencks Leitung.
Seine Publikationen zur Bevölkerungskapazität der Erde („Das Hauptproblem der physischen Anthropogeographie“, 1924, und „Die Bonitierung der Erdoberfläche“, 1926) lösten langwierige Diskussionen aus. Sein „Geographischer Führer durch das Tor von Mittenwald“ (1930) schloss erneute Geländearbeiten in den Ostalpen ab.
In den 1930er Jahren war Penck unter anderem Ehrenpräsident der 3. Internationalen Quartärkonferenz in Wien (1936) und Kanzler der Berliner „Mittwochsgesellschaft“, von deren 16 Mitgliedern vier wegen der Beteiligung am 20. Juli 1944 Opfer des NS-Staates wurden. Nach Ende des Zweiten Weltkrieges wurde Pencks Schrift „Nationale Erdkunde“ in der Sowjetischen Besatzungszone auf die Liste der auszusondernden Literatur gesetzt.
Penck war einer der bedeutendsten deutschen Geographen der ersten Hälfte des 20. Jahrhunderts, beeinflusste aber durch seine zahlreichen Schüler auch noch die zeitgenössische Geographie. Zu seinen bedeutendsten Schülern gehörten Eduard Brückner (1862–1927), Alfred Merz (1880–1925), Jovan Cvijić (1865–1927), Giotto Dainelli (1878–1968), Adolf E. Forster (1868–1939), Gustav Götzinger (1880–1969), Alfred Grund (1875–1914), Erwin Hanslik (1880–1940), Hugo Hassinger (1872–1952), Franz Heiderich (1863–1926), Norbert Krebs (1876–1947), Hermann Lautensach (1886–1971), Herbert Lehmann (1901–1971), Otto Lehmann (1884–1941), Herbert Louis (1900–1985), Fritz Machatschek (1876–1957), Emmanuel de Martonne (1873–1955), Emil Meynen (1902–1994), Eugeniusz Romer (1871–1954), Stepan Rudnyzkyj (1877–1937), Robert Sieger (1864–1926), Johann Soelch (1883–1951) oder Naomasa Yamasaki (1870–1929).

## Tod
Während der schweren Luftangriffe auf die Reichshauptstadt Berlin im November 1943 wurde auch die Wohnung Albrecht Pencks in der Meierottostraße 5 in Berlin-Wilmersdorf getroffen. Der bereits hochbetagte Penck und seine Ehefrau wurden in ein Lazarett nach Hindenburg (Zabrze) in Oberschlesien gebracht. Mit dem Vorrücken der Ostfront veranlassten Pencks Tochter Ilse und ihr Ehemann Armin Tschermak-Seysenegg, der als Professor in Prag lehrte, dass ihre Eltern in ein Krankenhaus nach Prag-Reuth (Krč) in die besetzte Tschechoslowakei verlegt werden. Albrecht Penck starb dort nach seiner Frau, am 7. März 1945. Die Urne mit der Asche des Verstorbenen wurde später auf dem Stuttgarter Pragfriedhof im Familiengrab beigesetzt. Ein Findling markiert die Grabstelle.

## Ehrungen

### Auszeichnungen
Penck wurden Ehrendoktorate der Universitäten Kapstadt, Oxford (1907), Columbia New York, Innsbruck (1927) und Sofia verliehen. Er war Mitglied der Königlich-Preußischen Akademie der Wissenschaften Berlin und der Deutschen Akademie der Naturforscher Leopoldina in Halle (Saale). Zum auswärtigen Mitglied zählten ihn die Accademia dei Lincei Rom und die National Academy of Sciences sowie die Akademien der Wissenschaften in Wien, Kopenhagen, Edinburgh, Stockholm, Uppsala und Padua. Seit 1889 war er ordentliches Mitglied der Kaiserlichen Gesellschaft der Naturforscher zu Moskau. 1893 ernannte ihn der Verein für Geschichte des Bodensees und seiner Umgebung zum Ehrenmitglied. Mit der Bayerischen Akademie der Wissenschaften war er seit 1909 als korrespondierendes Mitglied verbunden. Im Jahr 1925 erhielt er die Cothenius-Medaille der Leopoldina, 1926 erhielt er den Orden Pour le Mérite für Wissenschaften und Künste, 1933 erhielt er die Goethe-Medaille für Kunst und Wissenschaft. Er führte sowohl den österreichischen Hofrats-Titel als auch den preußischen Geheimrats-Titel.

### Namensgeber

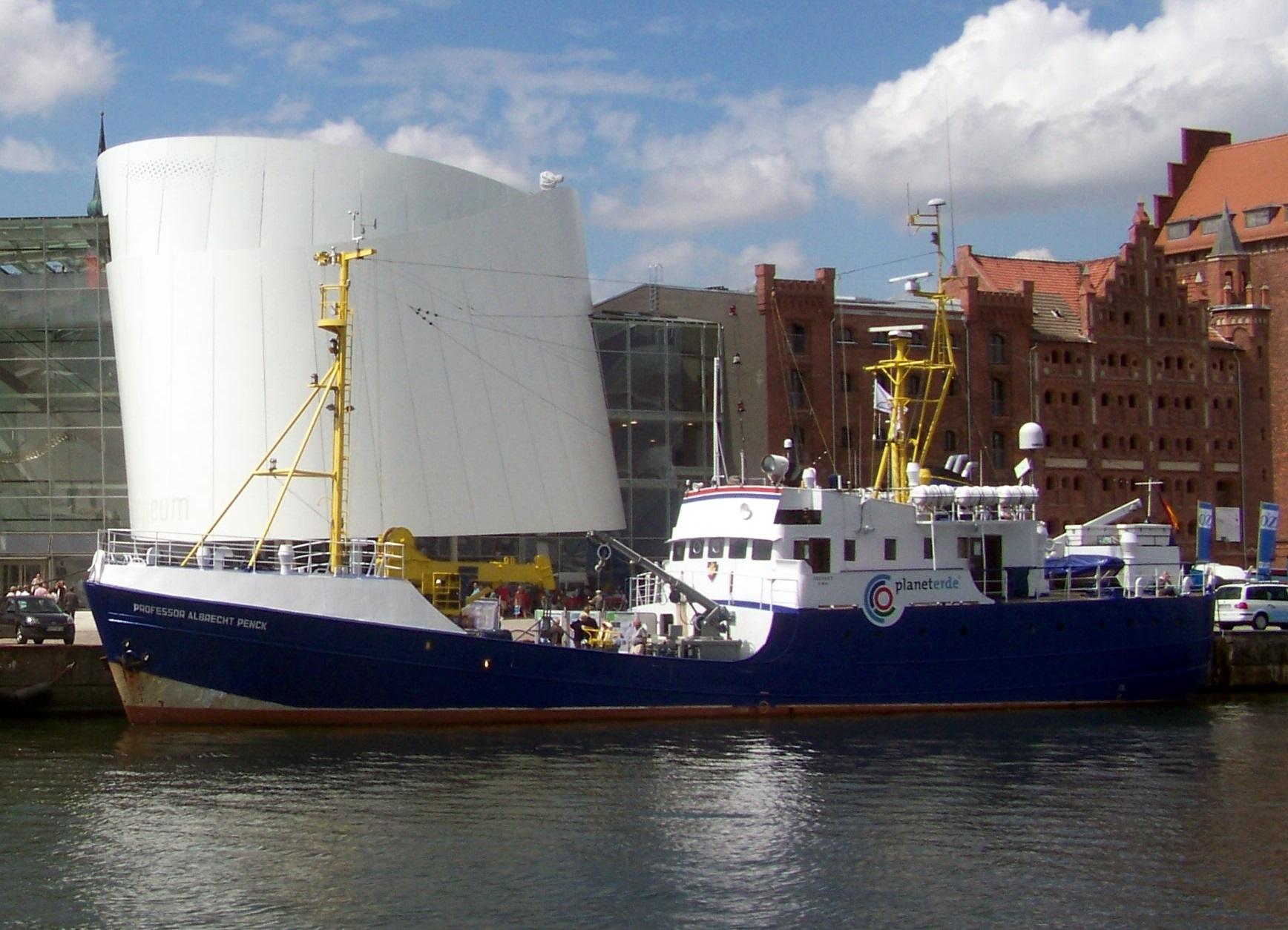
Das Forschungsschiff Professor Albrecht Penck, 2008

Nach Penck war das Forschungsschiff Professor Albrecht Penck benannt, welches Anfang 2019 den Namen des syrischen Flüchtlingsopfers Alan Kurdi erhielt. Zudem wurde der Berg Mons Penck auf dem Erdmond nach ihm benannt. Ebenso seinen Namen tragen die Penck Ridge im Einzugsgebiet des Franz-Josef-Gletschers in Neuseeland und der Kleine und Große Penck-Gletscher am Kilimandscharo in Tansania. Ferner sind folgende geographische Objekte in Antarktika nach ihm benannt:
- Der britische Polarforscher Ernest Shackleton benannte den Albrecht-Penck-Gletscher im Viktorialand nach ihm.
- Eine entsprechende Ehrung erfuhr er auch durch Wilhelm Filchner mit der Benennung des Penck-Gletschers im Prinzregent-Luitpold-Land.
- Der australische Polarforscher Douglas Mawson benannte das Kap Penck nach ihm, welches die Grenze zwischen dem Prinzessin-Elisabeth-Land und dem Kaiser-Wilhelm-II.-Land markiert.
- Darüber hinaus trägt die Penck-Mulde, ein Talkessel im Königin-Maud-Land, seinen Namen.
- Penck ist auch mittelbarer Namensgeber dür die Pencksøkkrabbane, eine Gebirgsformation im Königin-Maud-Land.
- Der Kilimanjaro-Erstbesteiger Hans Meyer (Afrikaforscher) benannte 1889 einen West-Hang-Gletscher am Kibo als Großen-Penck-Gletscher.[13]

Außerdem war er bis 2018 Namensgeber der Albrecht-Penck-Medaille der Deutschen Quartärvereinigung. Die Auszeichnung wurde in DEUQUA Verdienst-Medaille umbenannt.
Am 9. Dezember 1938 wurde noch zu Lebzeiten Pencks die Eduard-Sueß-Gasse im 15. Wiener Gemeindebezirk nach ihm benannt, die Teil einer größeren Umbenennungswelle in der Zeit des Nationalsozialismus war. Diese Umbenennung wurde 1949 zurückgenommen. Am 3. Juni 1953 wurde in Wien-Floridsdorf (21. Bezirk) mit einem Schreibfehler die Penkgasse nach Penck benannt.
1966 gab sich der Maler und Bildhauer Ralf Winkler nach dem Geographen den Namen A. R. Penck.

## Kritik am Wirken im politischen Raum
Für Hans-Dietrich Schultz gehört Penck zu jenen kriegsbegeisterten Geografen, die Deutschlands Mittellage und den Mangel an fehlenden Naturgrenzen im Westen wie im Osten als Zwang zur Expansion deuteten. Dabei konnte er an Überlegungen aus Friedrich Ratzels Werk „Politische Geographie“ von 1897 anknüpfen. Bereits während des Ersten Weltkriegs habe sich Pencks besonderes Augenmerk auf Russland gerichtet in der Hoffnung, Russland auf eine Linie vom Weißen Meer über den Peipussee bis zur Dnepr-Mündung zurückzudrängen. Diesseits stellte er sich Satellitenstaaten mit eigener Verwaltung, aber unter deutschem Einfluss vor. Schultz zitiert Penck aus dessen Antrittsrede als Rektor der Berliner Universität im Herbst 1917 mit den Worten, dabei handle es sich um „das Mindestmaß dessen, was wir für die Zukunft brauchen.“ Pencks Zielvorgabe lautete, „dass wir vom eroberten Land behalten, was notwendig ist als Lebensraum für unser deutsches Volk, dass wir einen Kolonialbesitz erhalten, groß und reich genug, um uns mit den unentbehrlich gewordenen Rohstoffen der Tropen zu versehen.“
Die Vorstellung von der zwingend nötigen Expansion hat laut Schultz auch Pencks 1925 publizierte Theorie des „Volks- und Kulturbodens“ bestimmt. Sie habe sich mit Blick auf den Nationalsozialismus als ungeheuer wirkungsmächtig erwiesen.

## Werke
- Studien über lockere vulkanische Auswürflinge. 1878.
- Die Geschiebeformation Norddeutschlands. 1879.
- Gletscher und Eiszeit. 1880.
- Die Vergletscherung der deutschen Alpen, ihre Ursache, periodische Wiederkehr und ihr Einfluss auf die Bodengestaltung. 1882.
- Schwankungen des Meeresspiegels. 1882.
- Die Eiszeit in den Pyrenäen. 1884.
- Über Periodicität der Thalbildung. 1884.
- Das Deutsche Reich, das Königreich der Niederlande, das Königreich Belgien, das Großherzogtum Luxemburg (in Richthofens Länderkunde v. Europa 1888/89).
- Ziele der Erdkunde in Oesterreich. Vortrag, gehalten in der k.k. geographischen Gesellschaft in Wien am 22. November 1887. 1889.
- Über die Herstellung einer Erdkarte im Maßstabe von 1:1000 000. 1892.
- Friedrich Simony. Leben und Wirken eines Alpenforschers. Ein Beitrag zur Geschichte der Geographie in Österreich. 1898.
- Morphologie der Erdoberfläche. 2 Bände. 1894.
- Die vierte Eiszeit im Bereiche der Alpen. 1899.
- Thalgeschichte der obersten Donau. In: Schriften des Vereins für Geschichte des Bodensees und seiner Umgebung. 28. Jg., 1899, S. 117–130. (Digitalisat)
- Beobachtung als Grundlage der Geographie, Abschiedsworte an meine Wiener Schüler und Antrittsvorlesung an der Universität Berlin. 1906.
- mit E. Brückner: Die Alpen im Eiszeitalter. 3 Bände. 1909.
- Versuch einer Klimaklassifikation auf physiogeographischer Grundlage. 1910.
- Tsingtau. 1910.
- Politisch-geographische Lehren des Krieges. 1915.
- Über politische Grenzen. Rede zum Antritt des Rektorates der Königlichen Friedrich-Wilhelms-Universität in Berlin. 1917.
- U.S.-Amerika. Gedanken und Erinnerungen eines Austauschprofessors. 1917.
- Polen. 1918.
- Die erdkundlichen Wissenschaften an der Berliner Universität. Rede zur Gedächtnisfeier des Stifters der Berliner Universität König Friedrich Wilhelm II. in der Aula am 3. August 1918. 1918.
- Ist die Ostmark unbestreitbar polnisches Gebiet? 1919.
- Die Gipfelflur der Alpen. 1919.
- Die Höttinger Breccie und die Inntalterrasse nördlich Innsbruck. 1921.
- Deutscher Volks- und Kulturboden, mit einer Karte, entworfen von A. Penck, bearbeitet und gezeichnet von Arnold Hillen Ziegfeld. 1925.
- Deutschland als geographische Gestalt. 1926.
- Nationale Erdkunde. Buchholz & Weißwange, 1934.
- Klettgauer Pforte und Bodensee. In: Schriften des Vereins für Geschichte des Bodensees und seiner Umgebung. 66. Jg., 1939, S. 117–139. (Digitalisat)

Als Herausgeber:
- Geographische Abhandlungen. 1886 ff (ab 1901 Verlag Teuber; ab 1912 als Neue Folge Veröffentlichen des Berliner Geographischen Instituts weitergeführt)[16]